# Jackrogersella cohaerens
Jackrogersella cohaerens (Pers.) L. Wendt, Kuhnert & M. Stadler – gatunek grzybów z rodziny Diatrypaceae.

## Systematyka i nazewnictwo
Pozycja w klasyfikacji według Index Fungorum:  Jackrogersella, Hypoxylaceae, Xylariales, Xylariomycetidae, Sordariomycetes, Pezizomycotina, Ascomycota, Fungi.
Po raz pierwszy takson ten zdiagnozował w 1794 roku Christiaan Hendrik Persoon nadając mu nazwę Sphaeria cohaerens. W 1849 r. Elias Fries przeniósł go do rodzaju Hypoxylon jako Hypoxylon cohaerens. Pod tą nazwą był znany w Polsce. W 2005 r. Y.M. Ju, J.D. Rogers i H.M. Hsieh przeprowadzili rewizję rodzaju Hypoxylon, stwierdzili, że nie był on taksonem monofiletycznym i gatunek ten przenieśli do odrębnego rodzaju Annulohypoxylon. Zaledwie 2 lata później jeszcze raz został on przez Wendta, Kuhnerta i M. Stadlera przeniesiony do nowo utworzonego rodzaju Jackrogersella.
Synonimy:

- Annulohypoxylon cohaerens (Pers.) Y.M. Ju, J.D. Rogers & H.M. Hsieh 2005
- Biscogniauxia spondylina (Fr.) Kuntze 1891
- Hypoxylon atrorufum Ellis & Everh. 1892
- Hypoxylon bagnisii Sacc. 1877
- Hypoxylon cohaerens (Pers.) Fr. 1849
- Hypoxylon cohaerens var. minor Sacc. 1882
- Hypoxylon cohaerens var. tenuior Ces. 1879
- Hypoxylon rutilum var. ericae Gonz. Frag. 1924
- Hypoxylon spondylinum (Fr.) Fr. 1849
- Hypoxylon turbinulatum (Schwein.) Berk. 1875
- Nummularia spondylina (Fr.) Sacc. 1882
- Sphaeria cohaerens Pers. 1794
- Sphaeria spondylina Fr. 1823
- Sphaeria turbinulata Schwein. 1832

## Morfologia
Podkładka
Poduszkowata, zwężona u podstawy. Podczas wzrostu sąsiednie podkładki często łączą się z sobą. Na powierzchni posiadają niepozorne kopce perytecjów o średnicy 1,5–5 mm i wysokości 1,5–4 mm. W miarę dojrzewania ciemnieją. Ektostromapoczątkowo o barwie ciemno ceglastoczerwonej, potem kasztanowej, w końcu czarnej. Endostroma granulkowata, o barwie pomarańczowo-brązowej. Warstwa pseudotkanki poniżej perytecjów ma grubość do 3,5 mm.
Perytecja
Mniej o kształcie od jajowatego do kulistego, zanurzone w podkładce. Mają średnicę 0,45–0,52 mm, wysokość 0,5–0,68 mm. Ostiola czarna, o średnicy 0,12–0,15 mm, brodawkowata, w dojrzałych podkładkach często w środku przewężona. Worki mają długość 118–180 μm. Powstające w nich zarodniki mają barwę od brązowej do ciemnobrązowej, kształt równomiernie elipsoidalny. Mają rozmiar 8,8–12,2 × 3,4–5,5 µm (M = 9,9 × 4,3 um) i gładką powierzchnię z pogrubioną ścianą na bardziej wypukłej stronie. W KOH barwią się słabo.
Anamorfa
Aksamitna, o barwie od płowej do szaro-sepiowej, pokrywająca młode podkładki. Komórki jednojądrowe o rozmiarach 15–30 × 2–2,8 µm. Konidia elipsoidalne o rozmiarach 5–6 × 3–4 µm. Struktura strzępek jest podobna do Virgariella.

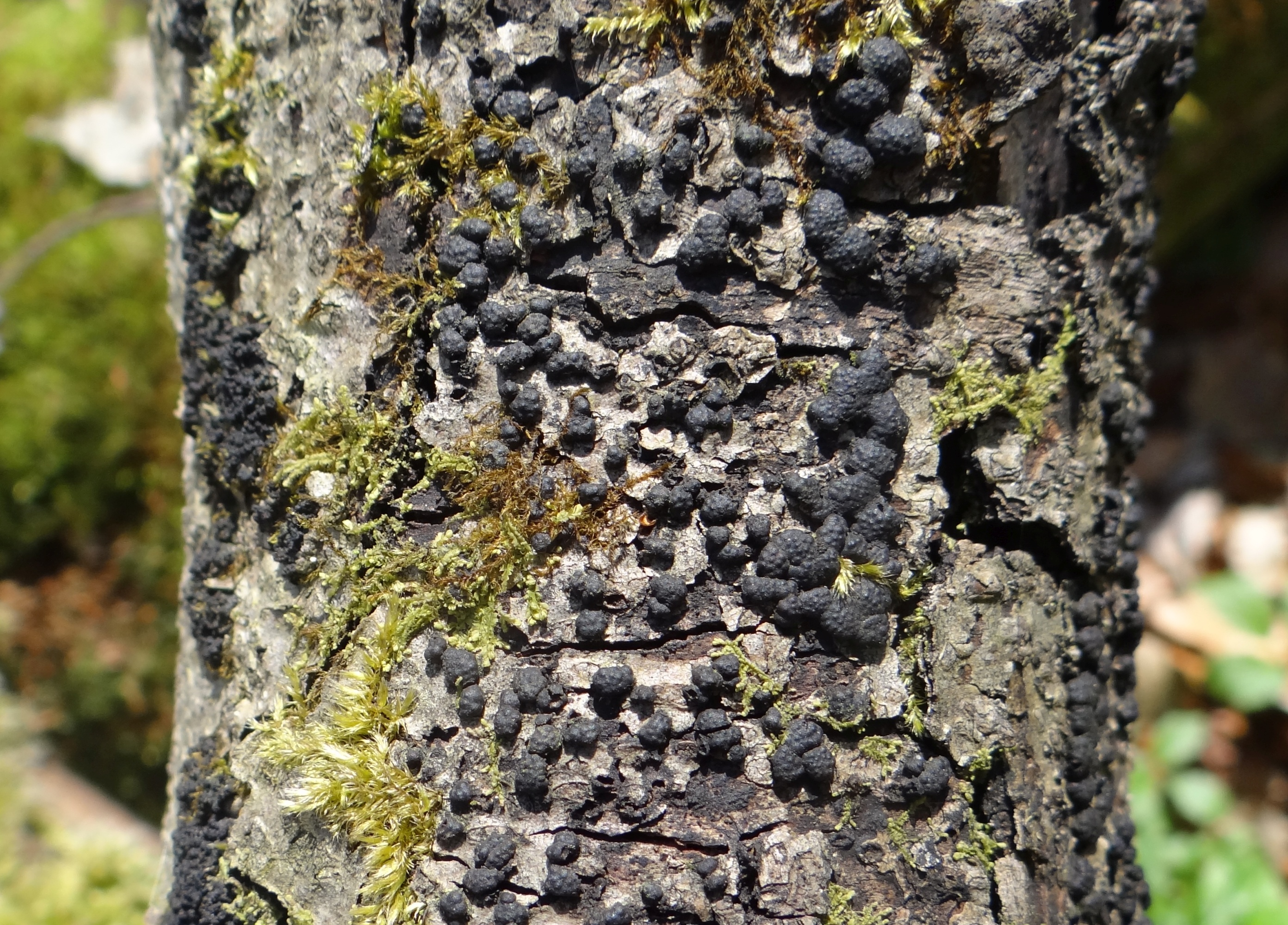
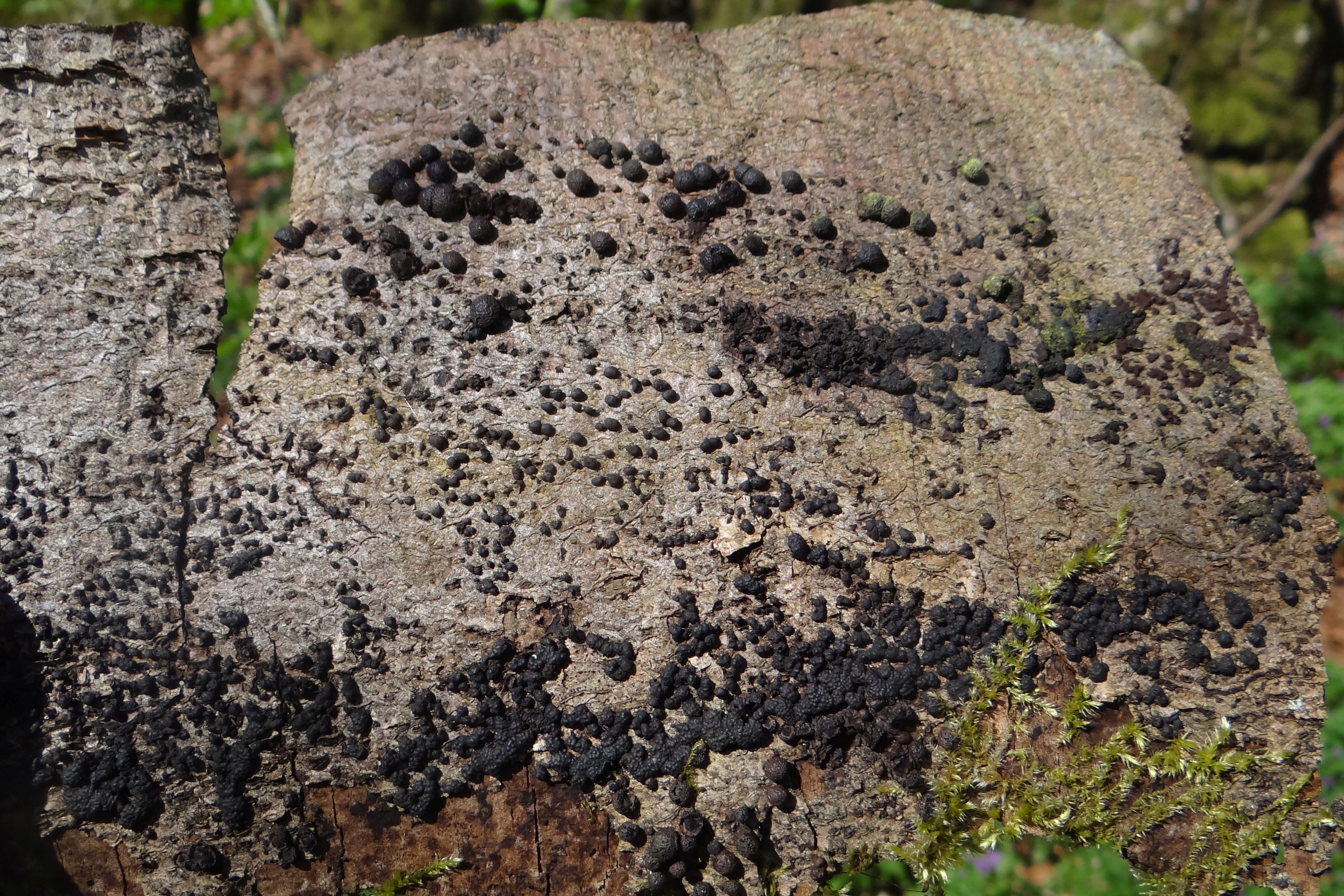
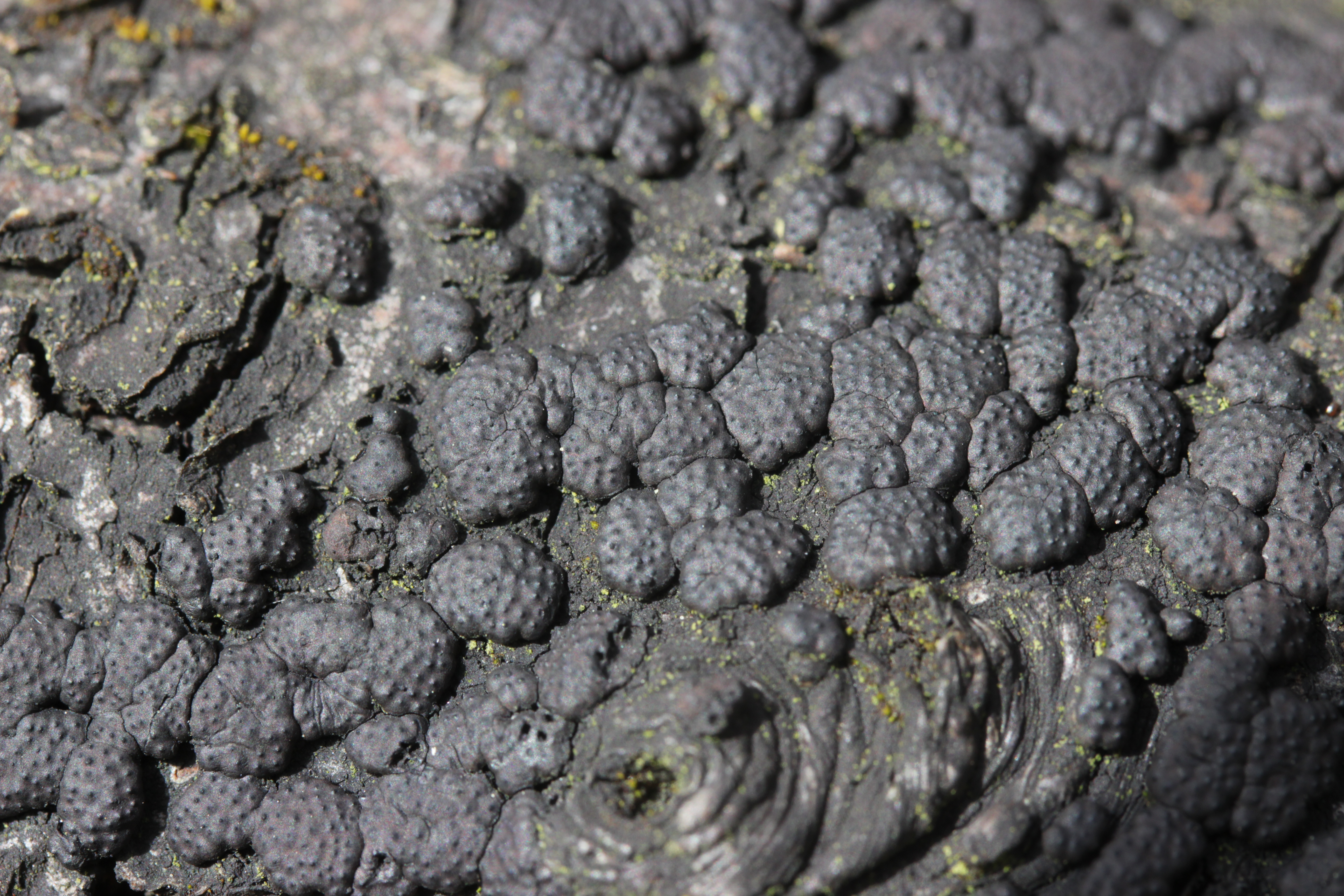
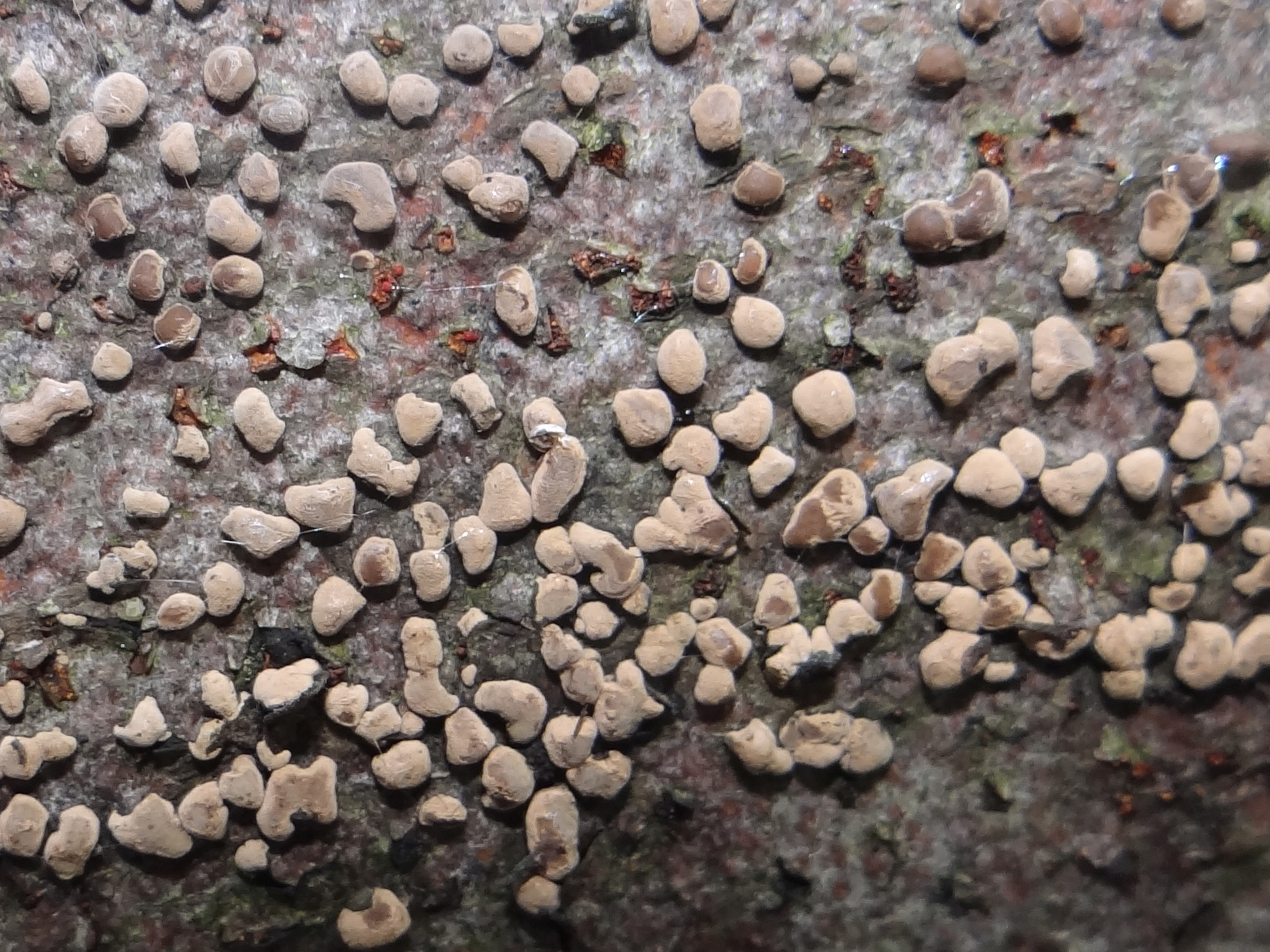
Anamorfy

## Występowanie i siedlisko
Opisano występowanie tego gatunku w niektórych krajach Ameryki Północnej, Europy oraz w Indiach. W Polsce występuje w lasach bukowych, m.in. podano jego występowanie m.in. w Gorcach na północnych stokach Kudłonia.
Saprotrof rosnący na martwym drewnie i korze buka. Powoduje złuszczenie perydermy.